# Кожухувский замок
Кожухувский замок (пол. Zamek w Kożuchowie) — замок, расположенный в северо-западной части города Кожухува Новосольского повята Любушского воеводства в Польше.

## История
Каменный замок, вероятно, был построен в XIII—XIV веках глоговско-жаганскими Пястами вместо старого деревянно-земляного городища. Сначала замок состоял из построенной на четырехугольном плане башни в нижней части и округлой башни в верхней части. Башни окружали более ранние земляные укрепления. Позже замок окружили стеной, возведенное на четырехугольном плане, внутри которого, с восточной стороны, построили жилой дом. В 1369 году, после смерти князя Генриха V Железного, замок стал резиденцией его сына Генриха VIII Врубеля. Князь Генрих IX Старший окружил объект вторым рядом стен. В то время замок был включен в городскую систему оборонительных стен. Смерть Генриха XI Глогувского в 1476 году вызвала войну за правопреемство. В 1491—1498 годах замок оказался в собственности будущего польского короля Яна I Ольбрахта, а в 1499—1506 годах — Сигизмунда I Старого. С южной стороны был построен надбрамный дом. Впоследствии замок стал резиденцией князя, а с 1685 года — монастырем ордена кармелитов. Тогда древнюю готическую башню встроили в западное жилое крыло, а весь замок перестроили.
После упразднения ордена в 1810 году город использовал сооружение как арсенал. В XIX веке владельцем замка стала местная евангелическая община, которая владела им вплоть до 1945 года. В 1897 году, на месте замковой часовни, был построен костел. Во время Второй мировой войны замок не был поврежден. В 1976—1984 годах был проведен общий ремонт объекта, он был приспособлен для выполнения функций культурной институции.
В наше время в четырехкрылом здании с квадратным двориком размещается Центр культуры «Замок».

## Галерея

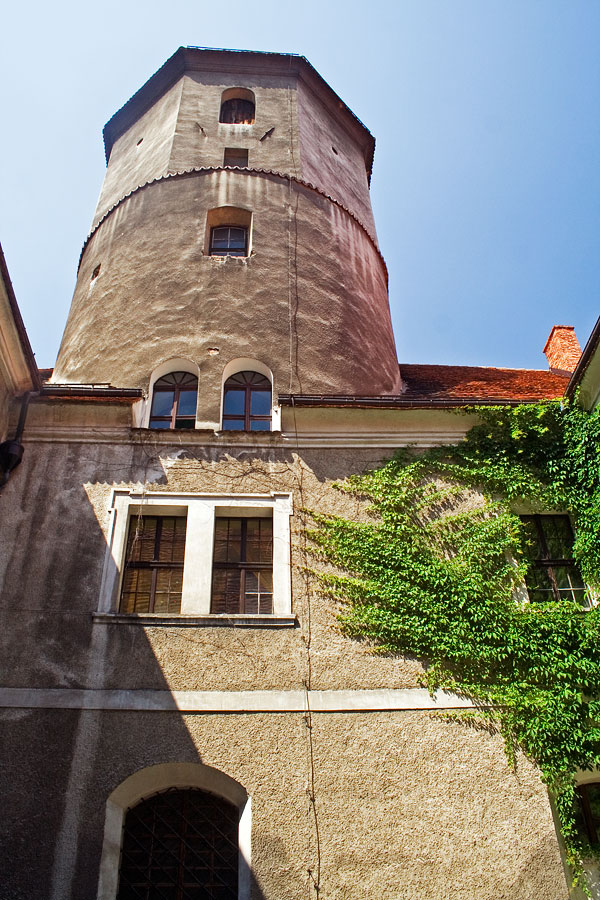
Замковая башня
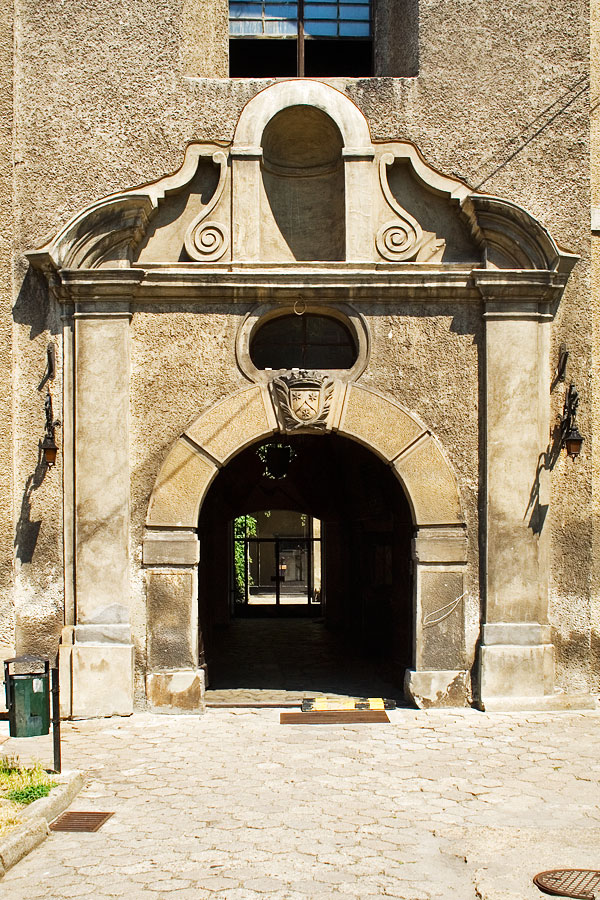
Ворота замка
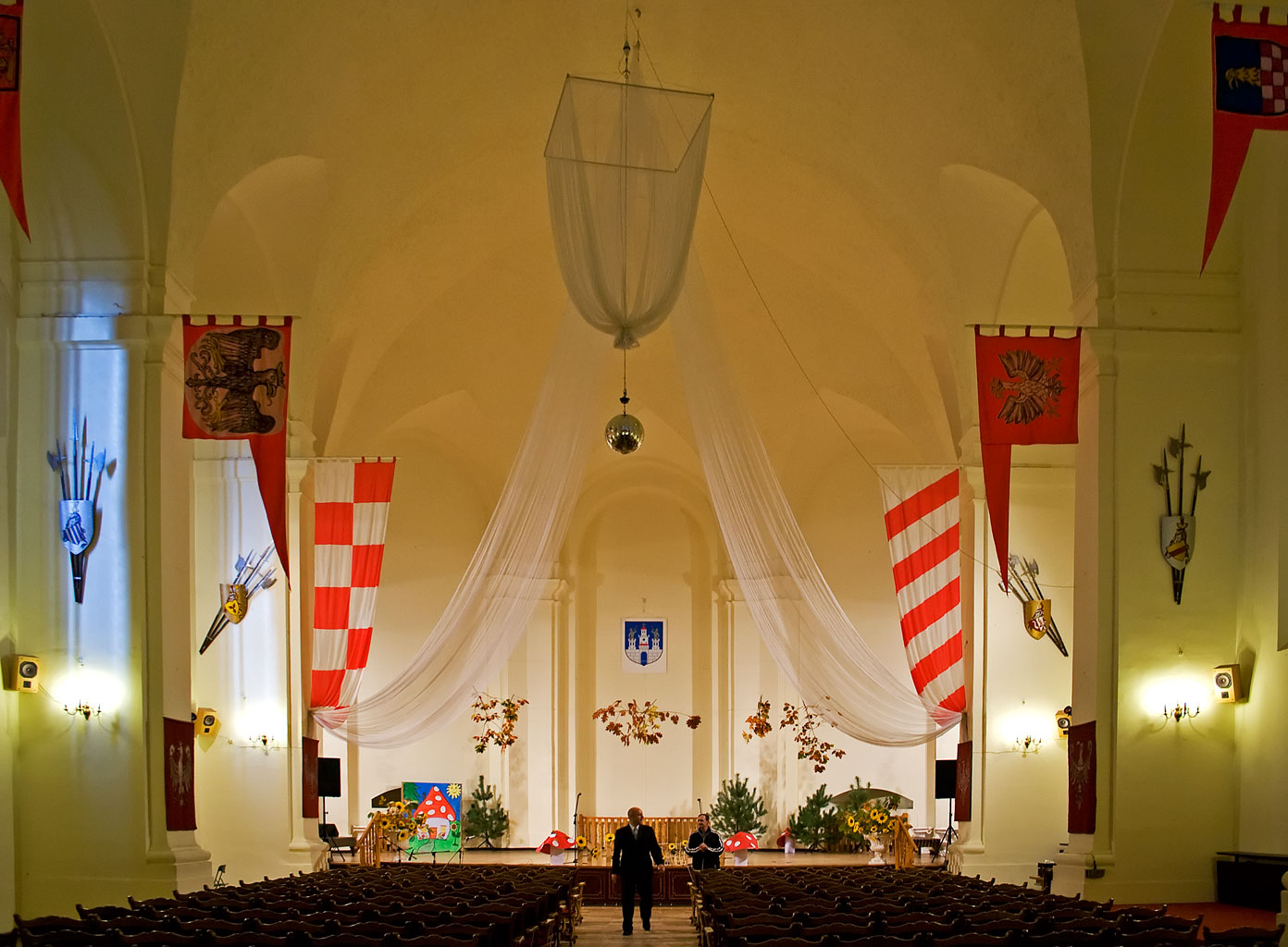
Замковая зала
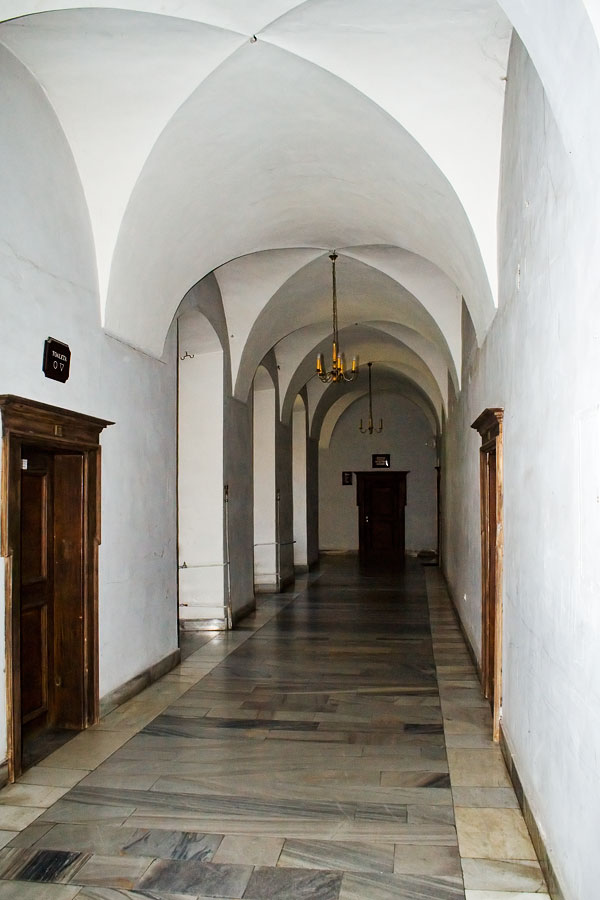
Замковый коридор